# John Quinlan
John Joseph Quinlan (Winchester, Massachusetts, 30 de outubro de 1974) é um lutador, modelo e ator americano. Quinlan apareceu em uma variedade de publicações, incluindo World Physique e Planet Muscle Magazine.

## Carreira
John Quinlan é filho de Shaun Quinlan, um jogador de hóquei no gelo, e neto de William John Quinlan, um jogador de futebol irlandês e boxeador amador. Quinlan teve sua estreia como lutador profissional em 26 de novembro de 1999.
Em maio de 2015, Quinlan competiu no Jay Cutler Classic Bodybuilding Championships em Boston, Massachusetts, nas classes Men's Physique Open e Master. E em 4 de julho do mesmo ano, Quinlan competiu no NPC Universe Championships em Teaneck, Nova Jersey.
Em 5 de julho de 2015, ele anunciou oficialmente sua aposentadoria como competidor físico no Comitê Nacional de Física. Em dezembro de 2015, Quinlan atuou como personagem principal para o filme A Sense of Purpose: Fighting For Our Lives, da produtora Jillian Bullock.